# Roc d'Orméa
Le roc d'Orméa est un sommet des Alpes françaises qui culmine à 1 132 m d'altitude et domine la mer Méditerranée et la commune de Menton dans les Alpes-Maritimes.
Ce sommet encadre, avec la cime de Restaud, le col du Berceau qui est la dernière difficulté sur le GR 52 avant la longue descente sur Menton, terme de ce sentier de grande randonnée (Grande traversée du Mercantour).
Le versant oriental, peu incliné, constitué d'herbe et de rocher, descend en pente douce jusqu'au col du Berceau. Le versant occidental, abrupt, forme une grande pyramide de rocher qui domine Menton et au pied de laquelle passe l'autoroute A8 Aix-en-Provence-Menton (frontière italienne).
Le sommet est surmonté d'un minuscule oratoire contenant quelques ex-voto et coiffé de drapeaux de prières népalais. Du sommet, la vue s'étend de Vintimille à l'est au cap d'Antibes et au-delà à l'ouest et, du sud au nord, du littoral jusqu'aux sommets du Mercantour.

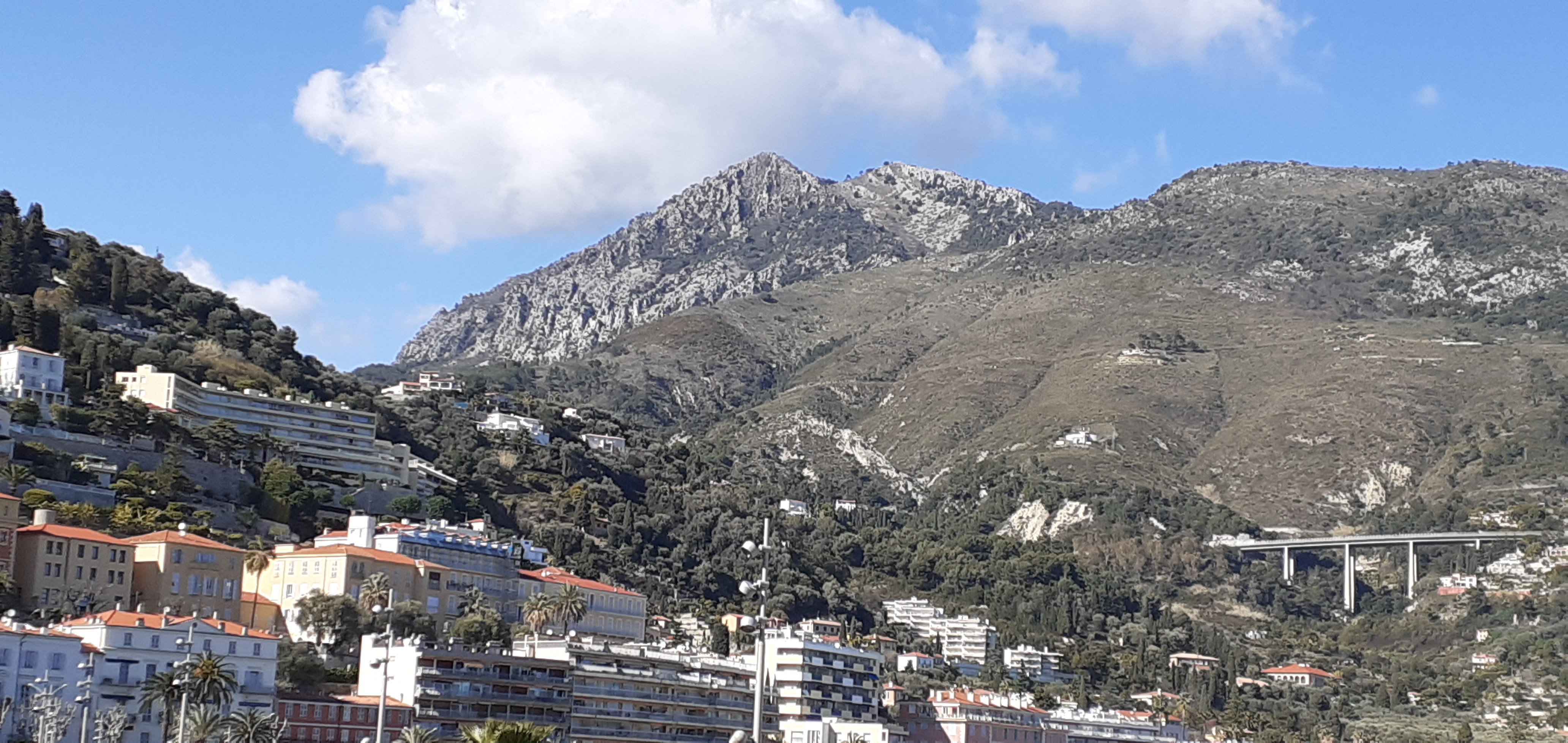
Vue sur le roc d'Orméa (au centre) depuis Menton.
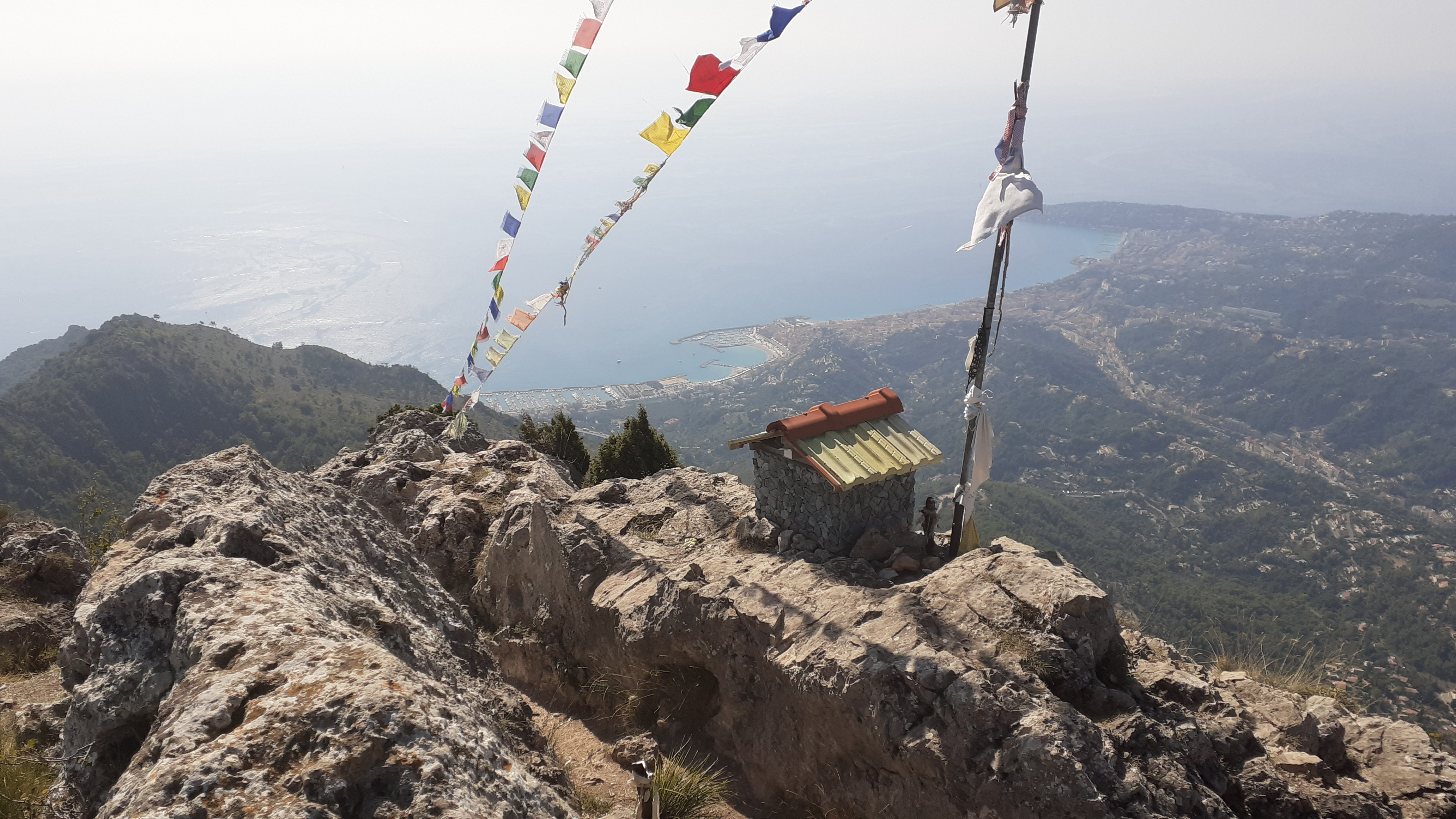
Le sommet du roc d'Orméa dominant le littoral de Menton.

## Accès
Plusieurs itinéraires permettent d'atteindre le sommet du roc d'Orméa, côté français :
- depuis le village de Castellar, par le GR 51 puis 52 jusqu'au col du Berceau ; c'est l'itinéraire le plus court pour parvenir au sommet ;
- depuis le village de Castellar, par la piste bétonnée qui permet de rejoindre la chapelle Saint-Bernard puis par le GR 52 versant nord du col du Berceau ;
- depuis Menton-Garavan par le GR 52 via le Plan du Lion[3] ;
- depuis Menton centre-ville via Castellar par l'escalier des Orangers et le plateau Saint-Michel  ou par le sentier de la Colle supérieure et le Baousset ;
- depuis Sospel par le GR 52.